# Isola di Markham
L'isola di Markham (in russo Остров Маркгам o Остров Маркгема, ostrov Markgam o ostrov Markgema) è un'isola russa bagnata dal mare di Kara.
Amministrativamente fa parte del distretto di Tajmyr del Territorio di Krasnojarsk, nel Circondario federale della Siberia.

## Geografia
L'isola è situata 9 km a nord-ovest della costa di Chariton Laptev (берег Харитона Лаптева, bereg Charitona Lapteva) e 7 km a nord dell'isola Sorevnovanija, nella parte della penisola del Tajmyr compresa tra i fiumi Gusinaja e Trevožnaja. Fa parte della Riserva naturale del Grande Artico.
È una piccola isola di forma rettangolare che misura circa 800 m di lunghezza e 600 m di larghezza. Il punto più alto è di 31 m s.l.m.

## Storia
L'isola è stata scoperta nel 1740 da Dmitrij Vasil'evič Sterlegov durante la Seconda spedizione in Kamčatka. Il nome gli fu assegnato nel 1893 da Fridtjof Nansen, in onore del geografo, esploratore e scrittore britannico Clements Robert Markham.